# Armando Benítez
Armando Germán Benítez (nacido el 3 de noviembre de 1972 en San Pedro de Macorís) es un lanzador relevista dominicano que jugó en Grandes Ligas alrededor de catorce temporadas.

## Carrera

### Baltimore Orioles
Benítez fue firmado en 1990 por los Orioles de Baltimore como amateur. Luego de pasar alrededor de cuatro años en el farm system de los Orioles, hizo su debut en 1994. Con los Orioles, tuvo una efectividad de 5.66 en 1995 y vacilaba con frecuencia en la postemporada. Benítez es recordado por haber entregado el jonrón que provocó el famoso Jeffrey Maier Incident donde el fan de los Yankees Jeffrey Maier, quien para ese entonces tenía 12 años, atrapó una bola bateada al jardín derecho por el shortstop de los Yanquis de Nueva York Derek Jeter en la Serie de Campeonato de la Liga Americana de 1996. En 1998, Benítez comenzó a mostrar algunos de sus posibles futuros dotes terminando con una efectividad de 3.82 y 22 salvamentos en 71 juegos. En 1997, Benítez  un excelente año, se destacó en el papel de relevista respaldando al cerrador Randy Myers, formando un letal one-two y llevando a los Orioles a ganar el banderín de la División Este de la Liga Americana.

### Mets y Yankees
Antes de la temporada de 1999, Benítez fue cambiado a los Mets de Nueva York, en un acuerdo entre tres equipos. Benítez se desempeñó inicialmente como relevista de refuerzo del cerrador estelar de los Mets John Franco durante mucho, sin embargo, cuando Franco se lesionó a mitad de la temporada de 1999, Benítez asumió el puesto y fue nombrado como cerador de los Mets a tiempo completo, y siguió siéndolo aún después del regreso de Franco. Durante sus primeras cuatro temporadas en Nueva York, que posteriormente se convertiría en uno de los cerradores élites de las Grandes Ligas, salvando 139 partidos. Pero también fue un momento doloroso para el Benítez, quien la pasó mal durante la temporada de 2000, debido a excederse en el consumo de mariscos (expecificamente crustáceos). Por desgracia, sus frecuentes fracasos en los grandes partidos lo hicieron tristemente célebre, incluyendo malograr su primera oportunidad de salvamento en su primera Serie Mundial y malograr varios partidos claves al final de la temporada 2001. Esto dio lugar al apodo de "BLOWnítez" por todos sus salvamentos echados a perder. Como resultado, los fallos de Benítez en situaciones tensas eclipsó la mayor parte del éxito que tuvo en su carrera con los Mets de Nueva York. De todos modos, varios competidores de playoffs estaban interesados en sus servicios. A mediados de 2003, Benítez trabajó tratando de salvar partidos durante todo el año, fue traspasado a los Yanquis de Nueva York, que tenían la intención de utilizarlo como preparador para Mariano Rivera. Benítez tuvo una efectividad de 1.93 en nueve juegos antes de ser traspasado nuevamente a los Marineros de Seattle, donde terminó la temporada.

### Florida Marlins
En 2004, Benítez volvió a ser una más, teniendo una reducción salarial para unirse a los Marlins de Florida por un año. Su temporada con los Marlins terminó siendo su mejor temporada hasta la fecha, salvó 47 juegos en 51 oportunidades y una efectividad de 1.29. De hecho, después de permitir un jonrón solitario en su primer partido de la temporada, no permitió otra carrera limpia hasta el 5 de junio, después de una impresionante racha de 30 entradas sin permitir anotaciones. Después de la temporada, Benítez eligió convertirse en agente libre, firmando un contrato por tres años y $21 millones de dólares con los Gigantes de San Francisco.

### San Francisco Giants
Su paso por los Gigantes de San Francisco estuvo envuelta por lesiones y un alto porcentaje de salvamentos malogrados, nunca tuvo el éxito que mostró en 2004 con los Marlins. Su primera temporada con los Gigantes empezó mal cuando Benítez se rompió un par de tendones en su tendón de la corva derecho mientras corría a cubrir primera base a finales de abril. La lesión lo mantuvo al margen hasta agosto, cuando regresó a la lomita después de una difícil rehabilitación.
Benítez luchó durante gran parte de la temporada 2006, en un momento malogró tres oportunidades de salvamento de manera consecutiva. La temporada de Benítez terminó antes de tiempo después de ser colocado en la lista de lesionados por 60 días con artritis en ambas rodillas. Terminó la temporada con 17 salvamentos en 25 oportunidades.
Benítez empezó bien en el año 2007, aprovechando sus primeros siete oportunidades de salvamento. Sin embargo, en mayo, Benítez obtuvo dos salvamentos malogrados y tres derrotas, incluyendo un salvamento malogrado y una derrota contra su exequipo, los Mets, y donde cometió dos balks.
El 31 de mayo de 2007, fue traspasado de nuevo a los Marlins de Florida a cambio de Randy Messenger. El gerente general de los Gigantes Brian Sabean reconoció que Benítez no era del agrado de los fanes de los Giantes, diciendo que se había convertido en un "chivo expiatorio", y agregó que "los fans, la prensa y tal vez algunas personas en el clubhouse sentían que tenía que irse". Chris Haft observó que Benítez había "incurrido en la ira de los fanáticos de San Francisco con su actitud, así como con su rendimiento", y que "mantuvo su tendencia a no aceptar la responsabilidad de sus malos resultados, lo que llevó a que la multitud en el AT&T Park le abucheara y le mostrara después el más mínimo efecto."
En el primer regreso de Benítez al AT&T Park después de ser traspasado a los Marlins fue el 29 de julio de 2007, donde fue recibido con "estruendosos abucheos" de la fanaticada de los Gigantes.
El 29 de octubre de 2007, Benítez se declaró oficialmente agente libre, terminando su segundo oportunidad como miembro de los Marlins.

### Toronto Blue Jays
El 11 de marzo de 2008, Benítez llegó a un acuerdo de ligas menores con los Azulejos de Toronto y se le dio oportunidad de competir por un puesto en el bullpen en el spring training. Después de iniciar la temporada en las menores, fue agregado a roster activo en mayo. Sin embargo, el 7 de junio, fue designado para asignación y puesto en libertad. El 2 de mayo de 2009, Benítez firmó un acuerdo para jugar con los Long Island Ducks.

### Newark Bears
Benítez comenzó la temporada 2009 con los Newark Bears, un equipo de la Liga Independiente en la Liga del Atlántico, antes de firmar un contrato de ligas menores con los Astros de Houston.

### Round Rock Express
El 22 de agosto de 2009, Benítez firmó un contrato de ligas menores con los Astros de Houston y asignado a su filial triple-A los Round Rock Express. En su regreso a ligas menores, Benítez entregó varios jonrones back-to-back a los bateadores de los Memphis Redbirds.

### De vuelta a los Florida Marlins
El 24 de junio de 2010, Benítez firmó un contrato de liga menor con los Marlins de la Florida y se le asignó a su filial de triple-A, New Orleans Zephyrs.

### De vuelta al béisbol independiente
Benítez fue liberado el 15 de julio e inmediatamente firmó para volver a jugar su tercera temporada con los Newark Bears. Fue liberado en la siguiente temporada.
En mayo de 2011, Benítez firmó para jugar con los Bridgeport Bluefish de la Atlantic League of Professional Baseball en el béisbol independiente.

## Incidente
En 2010, Benítez tuvo un incidente con un gallero dominicano quien lo acusó de irrumpir en su residencia de Hato Mayor con nueve hombres armados. Benítez más tarde apeló la acusación.